# Peterbot
Питер Ката (англ. Peter Kata; род. 20 июня 2007) — американский киберспортсмен по Fortnite, более известный под никнеймом Peterbot. Он известен своим агрессивным стилем игры и высокими результатами на крупных соревнованиях по Fortnite, таких как FNCS Global Championship 2024, где он занял 1-е место и заработал $200 000.

## Биография
Питер Ката родился в США и остаётся довольно закрытым по поводу своей личной жизни. Он известен своей приверженностью к совершенствованию своих навыков и продолжает тренироваться и соревноваться, стремясь стать одним из величайших игроков в истории киберспорта.

### Игровая карьера
В начале своей карьеры он выступал как независимый игрок, прежде чем присоединиться к Exceed. К команде Exceed он присоединился 26 июля 2024 году. Питер начал свою командную карьеру, быстро привлекая внимание благодаря своим механическим навыкам и агрессивной игре. В 2022 году он сделал первый серьёзный прорыв, выиграв FNCS Chapter 3 Season 2 Grand Finals, заработав $65,000.  
Peterbot известен своим агрессивным игровым стилем и отличными механическими навыками. Он превосходен в ближнем бою и использует быстрые правки и точные удары, чтобы побеждать своих противников. 
2024 год стал самым успешным для Питера. Он и его партнёр по дуо, Pollo, выиграли несколько FNCS, включая FNCS Major 2 и Major 3 в Северной Америке. Однако самой значительной победой стало первое место на FNCS Global Championship 2024, которое принесло им $200,000. Питер «Peterbot» Ката 8 сентября 2024 года одерживает свою третью победу в Гранд-финале FNCS. По состоянию на 2024 год, Peterbot заработал $643,724.17 за свою карьеру, участвуя в 78 турнирах. Его самое крупное достижение — победа на FNCS Global Championship 2024.

## Известные достижения
- 1-е место – FNCS Global Championship 2024 – $200 000
- 1-е место – FNCS Major 2 2024 Grand Finals (Северная Америка) – $70 000
- 1-е место – FNCS Major 3 2024 Grand Finals (Северная Америка) – $70 000
- 4-е место – FNCS Grand Royale 2021 (NA East) – $28 000
- 1-е место – FNCS Chapter 3 Season 2 Grand Finals – $65 000